# Droga krajowa nr 145 (Kostaryka)
Droga krajowa nr 145 (hiszp. Ruta Nacional Secundaria 145/Ruta 145) – jedna z dróg krajowych w Kostaryce. Znajduje się ona w prowincji Guanacaste.

## Opis
W prowincji Guanacaste droga krajowa nr 145 przebiega przez kanton Abangares (przez dystrykty Las Juntas i Sierra) oraz kanton Tilarán (przez dystrykty Tilarán, Quebrada Grande i Cabeceras).